# Тертишник Володимир Митрофанович
Тертишник Володимир Митрофанович (нар. 4 липня 1953) — український правник, науковець, доктор юридичних наук (2009), професор (2012), професор кафедри кримінально-правових дисциплін Університету митної справи і фінансів, дійсний член (академік) Академії політико-правоввих наук України.

## Життєпис
Народився в селі Грунь Лебединського району Сумської області. Українець.
У 1979 році з відзнакою закінчив Волгоградську вищу слідчу школу МВС СРСР, спеціальність «Правознавство». У 1979—1983 роках обіймав посаду слідчого, а також слідчого з особливо важливих справ УВС Сумського облвиконкому. З 1983 по 1986 роки навчався в ад'юнктурі ВНДІ МВС СРСР (м. Москва).
29 січня 1987 року захистив дисертацію на здобуття вченого ступеня кандидата юридичних наук за спеціальністю 12.00.09 в ВНДІ МВС СРСР на тему «Проблеми збирання та дослідження речових доказів на початковому етапі розслідування» під керівництвом Сергія Щерби.
У 1986 році розпочав викладацьку кар'єру: обіймав посаду викладача та доцента Харківських вищих курсів МВС СРСР. У 1989 році здобув вчене звання «доцент».
З 1990 року — завідувач кафедри організації розслідування злочинів при Харківському юридичному інституті. Від 1992 року — доцент кафедри кримінального права та процесу Харківського інституту внутрішніх справ.
У 1996 став засновником юридичного факультету й професором і завідувачем секції правознавства Сумського державного університету. У 1998 році обійняв посаду професора кафедри кримінального процесу та криміналістики Дніпропетровського юридичного інституту МВС України.
25 грудня 2009 року захистив дисертацію доктора юридичних наук на тему «Гарантії прав і свобод людини та забезпечення встановлення істини у кримінальному процесі України».
З 2009 по 2014 рік обіймав посаду завідувача кафедри кримінально-правових дисциплін Дніпропетровського державного університету внутрішніх справ.
У 2012 році здобув вчене звання «професор».
Від 2015 року є професором Університету митної справи та фінансів.
З 20 вересня 2016 року — академік Академії політичних наук України.
Автор збірки віршів «Аудит чоловічої душі».

## Науковий доробок
Автор понад 300 наукових праць, зокрема 4 монографій, 30 навчальних посібників, 20 видань науково-практичного коментаря, 8 підручників та 260 наукових статей. Наукові інтереси: концептуальні проблеми кримінального процесу, конституційного права, захисту прав і свобод людини, удосконалення діяльності судових та правоохоронних органів України, реалізація правових позицій Європейського Суду з прав людини тощо.
Член редакційних колегій журналів «Правова позиція» та «Актуальні проблеми вітчизняної юриспруденції».

## Основні роботи
- Тертишник В. М. Кримінально-процесуальне право України: навч. посібник.  К. : Юрінком Інтер, 1999.  575 с.
- Реабілітація жертв незаконних кримінальних переслідувань, політичних репресій та зловживань владою: підручник для слухачів магістратури юридичних вузів / В. В. Ченцов, В. М. Тертишник. Київ: Правова єдність, 2016  324 с.
- Тертишник В. М. Правнича допомога та захист у кримінальному процесі: Підручник / За заг. ред.  д.ю.н., академіка НАН України Ю. С. Шемшученко. Київ: Алерта, 2018. 480 с.
- Зловживання на ринку капіталів: економко-правові аспекти / За ред. О. Г. Кошового, д. ю. н., проф. В. М. Тертишника, д. е. н. , проф.  Н. М. Шелудько. Дніпро: ЛІРА, 2019. 532 с.
- Тертишник В. М. Науково-практичний коментар Кримінального процесуального кодексу України. Вид. 16-те, доповн. і перероб.  К.: Алерта, 2020.  1070 с.
- Тертишник В. М. Кримінальний процес України. Загальна частина: підручник.  8-ме вид., доповн. і перероб. Київ: Алерта, 2020.  452 с.
- Тертишник В. М. Кримінальний процес України. Особлива частина: підручник. 8-ме вид., доповн. і перероб. Київ: Алерта, 2020.  406 с.
- Міжнародне співробітництво у сфері правосуддя: підручник. / Тертишник В. М. та ін.; за заг. ред. д. ю.н. проф. В. М. Тертишника та докт. наук держ. упр., професора В. В. Ченцова. Київ: Алерта, 2021. 276 с.
- Протидія white-collar crime (інтегративний аналіз, коментар законодавства та пошук шляхів його удосконалення). / Тертишник В. М., Каменський Д. В., Кошовий О. Г., Корнієнко М. В., Тертишник О. І., Ченцов В. В. Шишков С. Є.  / Під загальною редакцією доктора юридичних наук, професора В. М. Тертишника. Київ, 2021. 346 с.
- Тертишник В. М. Конституція України. Науково-практичний коментар. Київ: Алерта, 2022. 430 с.
- Тертишник В. М. Кримінальний процесуальний кодекс України.  Науково-практичний коментар. Вид. 20-те, доповн. і перероб.  К.: Алерта, 2023. 1120 с.
- Доказове право: підручник / В.М. Тертишник, О.І. Тертишник, А.Є. Фоменко, В.В. Ченцов; за заг. ред. д. ю.н, професора В.М. Тертишника. Київ: Алерта, 2022. 448 с.
- Тертишник В. М., Права і свободи людини: підручник. Київ: Алерта, 2022. 432 с.
- Українська правнича енциклопедія / За заг. ред. В. М. Тертишника, Л. Р. Наливайко, А. Є. Фоменко, В. В. Ченцова. Київ : Алерта, 2023. 768 с.
- Тертишник В. М. Синергетика абсурду: негативна селекція та інші проблеми формування громадянського  суспільства. Європейські перспективи. 2019. № 4. С. 18-23. URL: https://ep.unesco-socio.in.ua/wp-content/uploads/archive/EP-2019-4/EP-2019-4.pdf
- Volodymyr Tertyshnik, Andrii Fomenko. Legal assistance and protection in criminal proceedings: international standards and integrative doctrine. Scientific journal «Philosophy, Economics and Law Review». Volume 1 (2), 2021. Р. 115-126. DOI: 10.31733/2786-491X-2021-2-123-133. URL: https://phelr.dduvs.in.ua/wp-content/uploads/2022/04/2nd/content.htm
- Тертишник В. М. Настільна книга слідчого. Зразки правничих документів. Київ: Алерта, 2024. 448 с.  ISBN 978-617-566-820-7
- Тертишник В. М. Кримінально-процесуальне право України: підручник 4-те вид., доп. і перероб. Київ: А. С. К., 2003.  1120 с. ISBN 966-539-420-7. URL:  http://212.1.86.13/jspui/handle/123456789/2880
- Тертишник В. Конституція України. Науково-практичний коментар. Вид. 3-тє, доповн. і перероб. Київ: Алерта, 2024.  486 с. ISBN 978-617-566-844-3
- Тертишник В. М. Кримінальний процесуальний кодекс України. Науково-практичний коментар. Вид. 21-ше, доповн. і перероб. Київ: Алерта, 2024. 1060 с.  ISBN 978-617-566-823-8

## Нагороди і почесні звання
- Нагрудний знак МОН України «За наукові та освітні досягнення» (2006)[7];

- медаль А. П. Чехова[8];
- лауреат IV Всеукраїнського конкурсу на краще юридичне видання;
- Почесна грамота Верховної Ради України[9][первинне джерело];
- Орден святих Кирила і Мефодія[10][первинне джерело].